# Oral Diseases
Oral Diseases, abgekürzt Oral Dis., ist eine wissenschaftliche Fachzeitschrift, die vom Wiley-Blackwell-Verlag veröffentlicht wird. Die Zeitschrift ist ein offizielles Publikationsorgan der folgenden Gesellschaften:
- European Association of Oral Medicine
- International Academy of Oral Medicine
- British Society for Oral Medicine
- American Academy of Oral Medicine

Sie erscheint mit acht Ausgaben im Jahr. Es werden Arbeiten veröffentlicht, die sich mit Erkrankungen von Kopf und Hals beschäftigen.
Der Impact Factor lag im Jahr 2012 bei 2,377. Nach der Statistik des ISI Web of Knowledge wird das Journal mit diesem Impact Factor in der Kategorie Zahnmedizin & Kieferchirurgie an 17. Stelle von 83 Zeitschriften geführt.